# 朴永昌
朴 永昌（パク・ヨンチャン、朝鮮語: 박영창、1915年5月28日 - 2015年7月28日）は、大韓民国の独立運動家、牧師、教授。 
雅号はウォルガン（월광）。数々の著書があり、民族のための牧師であったとされる。父はプロテスタントの長老で神社参拝拒否運動を展開した朴寛俊。

## 学歴
- 法政大学
- 東京神学大学
- 延喜大学（現・延世大学校）
- 長老会神学大学校

## 著書
訳は一部日本語版の題名を引用。
- 聖雄 マハトラマ・ガンディー（성웅 마하트라마 간디）
- 正義がわれを呼ぶ時（정의가 나를 부를 때）
- 殉教者 朴寛俊長老 一代記（순교자 박관준장로 일대기）
- 日本よ返答せよ（일본이여 대답하라）
- 韓国のエリヤ（한국의 엘리아）

## 賞勲
- 世界平和賞 ヨルメ賞と大賞（世界平和奉仕団）[5]